# Малік Айяз
Малік Айяз, якого португальці називали Мелікез — військово-морський офіцер і губернатор міста Діу в Камбейській затоці, приблизно в 1507—1509 роках під владою Гуджаратського султанату.
Айяз був рабом християнського, можливо, українського походження. Проданий до Індії, він опинився в султанаті Гуджарат і відзначився на службі у султана Махмуда Бегади. У той час гуджаратці були важливими посередниками в торгівлі Червоним морем, з Єгиптом і Малаккою. Коли португальці стали загрожувати впливу Гуджарату, султан доручив захист торгівлі Айязу. Щоб вигнати португальців з Аравійського моря султан об'єднався із заморином Кожикоде та попросив допомоги в Мамелюцького султанату. За підтримки Османської імперії мамлюки підготували флот у Червоному морі.
У березні 1508 року під командуванням Міросема (Аміра Хусейна Аль-Курді) флот Мамлюків прибув до Чаула, де здивував португальський флот. Разом з Маліком Айязом вони виграли битву при Чаулі проти Лоренсо де Алмейда, сина португальського віцекороля. Лоуренсо загинув у бою, а кілька португальців потрапили в полон.
Розлючений смертю свого сина, португальський віцекороль Франсішку де Алмейда вирішив помститися. Усвідомлюючи небезпеку, яка загрожує його місту, Мелікез підготував захист і написав віцекоролю. Він розповів, як мужньо воював його син, і заявив, що в нього є полонені, додавши лист від португальських полонених, у якому сказано, що з ними добре поводилися. Тоді віцекороль написав Мелікеасу, заявивши про свій намір помститися і що їм краще об'єднати всі сили та підготуватися до бою, інакше він знищить Діу: Малік Айяз зіткнувся з віцекоролем у битві при Діу, яка завершилася перемогою португальців із жахливими втратами з боку Гуджарату, Мамлюків і Кожикоде, після чого Мелікез передав в'язнів Чаула, одягнених і добре нагодованих. На його подив, Франсішку де Алмейда, який закінчував свій термін віцекороля, відмовився від його пропозиції дозволити збудувати португальську фортецю в Діу. Незабаром португальці палко шукали можливості це зробити, але він зумів гальмувати, поки був губернатором Діу. Фортеця буде побудована лише в 1535—1536 роках.